# 1904年斗六地震
斗六地震是指1904年（明治37年）11月6日凌晨4點25分在日治臺灣南部地區嘉義廳、斗六廳（今嘉義縣、雲林縣）附近發生的一起災害地震。震源深度僅7公里，屬於淺層地震，將當時耐震程度較低的茅草屋、竹屋、土埆厝摧毀。
此次地震造成了广泛的破坏，範圍包含嘉義廳、斗六廳、彰化廳、鹽水港廳，致使145人死亡，158人受傷，房屋全倒661棟，3,179棟房屋損壞。
嘉義廳受損最大，其中新港地區有約三分之二的房屋全倒、半倒或破損。这次地震是台湾於20世纪死亡人数排在第五位的災害地震。